# اخسربک گولایف
اخسربک گولایف (به روسی: Ахсарбек Гулаев، آوانگاری: زادهٔ ۲۳ اوت ۱۹۹۷) یک کشتی‌گیر آزادکار روسی الاصل اهل کشور اسلواکی است.
از افتخارات وی می‌توان به کسب مدال برنز قهرمانی کشتی جهان ۲۰۲۴ اشاره کرد.

## فعالیت حرفه‌ای

### قهرمانی کشتی جهان ۲۰۲۴
گولایف در وزن ۷۰ کیلوگرم کشتی آزاد قهرمانی کشتی جهان ۲۰۲۴ تیرانا شرکت کرد، او در مسابقه های اول تا سوم رافائل ماترولو از مکزیک، ترایان کاپسینا از مولداوی و لوکاس کانت از آلمان را شکست داد اما در نیمه نهایی به ماگومد ماگومایف از روسیه باخت و به دیدار رده‌بندی رفت. وی در دیدار رده‌بندی اولونبایرین سولدخو از مغولستان را شکست داد و مدال برنز را بدست آورد.